# Abralaite
Abralaite è un comune dell'Argentina, appartenente alla provincia di Jujuy, nel dipartimento di Cochinoca.
In base al censimento del 2001, nel territorio comunale dimorano 53 abitanti, con un aumento del 29,5% rispetto al censimento precedente (1991). Di questi abitanti, il 52,95% sono donne e il 47,05% uomini.